# Ruben Simonow

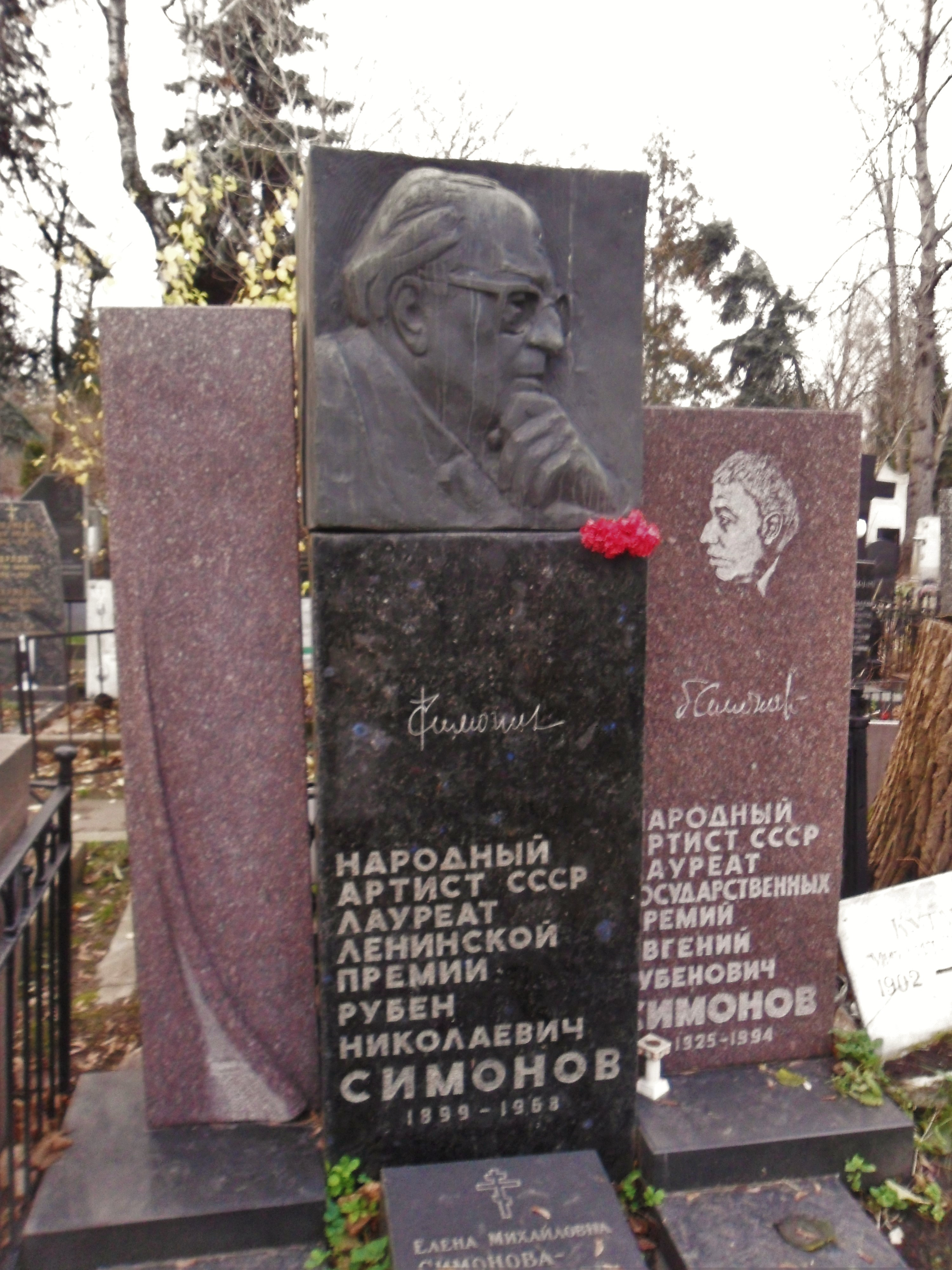
Grób Rubena Simonowa na Cmentarzu Nowodziewiczym w Moskwie

Ruben Nikołajewicz Simonow (ros. Рубен Николаевич Си́монов; ur. 20 marca?/1 kwietnia 1899 w Moskwie, zm. 5 grudnia 1968 tamże) – radziecki aktor filmowy i teatralny oraz reżyser. Ludowy Artysta ZSRR (1946). Trzykrotny laureat Nagrody Stalinowskiej. Pochowany na Cmentarzu Nowodziewiczym w Moskwie.

## Praca w teatrze

### Wybrane role aktorskie
Teatr im. J. Wachtangowa:
- 1922: Księżniczka Turandot C. Gozziego - Truffaldino i Pantalone
- 1942: Cyrano de Bergerac E. Rostanda - Savinien Cyrano de Bergerac

### Wybrane produkcje reżyserskie
Teatr im. J. Wachtangowa:
- 1937: Człowiek z karabinem N. Pogodina
- 1962: Żywy trup L. Tołstoja

Teatr Bolszoj:
- 1941: Trzewiczki P. Czajkowskiego
- 1945: Carmen G. Bizeta
- 1961: Faust Ch. Gounoda

## Wybrane role filmowe
- 1946: Admirał Nachimow jako Osman Nuri-Pasza
- 1949: Upadek Berlina jako Anastas Mikojan
- 1954: Złota antylopa jako Radża (głos)
- 1955: Szerszeń jako ojciec Cardi

## Nagrody i odznaczenia
- Ludowy Artysta ZSRR (1946)
- Nagroda Stalinowska (1943, 1947, 1950)
- Nagroda Leninowska (1967)
- Dwa Ordery Lenina

Źródło: